# Richard Ohling

Richard Ohling

Richard August Gerhard Ohling (* 9. Januar 1908 in Celle; † 1985) war ein deutscher Politiker (NSDAP).

## Leben und Wirken
Nach dem Schulbesuch in Minden und Köln wurde Ohling 1923 Lehrling bei der Darmstädter und Nationalbank in Köln. 1926 verließ er Deutschland, um in den USA ein Jahr seine Englischkenntnisse zu verbessern. Nach seiner Rückkehr arbeitete er bis Februar 1931 bei mehreren Unternehmen in Köln als kaufmännischer Angestellter.
Im Alter von 17 Jahren trat Ohling zum 28. September 1925 in die NSDAP ein (Mitgliedsnummer 19.402). Zunächst war er SA-Mann und Blockwart, dann Kassierer der NSDAP-Ortsgruppe und dann Ortsgruppenleiter Köln-Mülheim. Ab Januar 1931 baute er die NSBO im Gau Köln-Aachen auf. Von Juni 1933 bis Mai 1935 war er Bezirksleiter Rheinland der DAF.
Aufgrund von Veruntreuung musste er sich 1935 vor einem Straf- sowie einem Parteigericht verantworten. Dennoch war er von Juli 1935 bis Juni 1936 Kommandant der Baustelle der NS-Ordensburg Vogelsang. Danach war er bis Ende Februar 1937 Reichshauptstellenleiter der DAF in Berlin. Im Frühjahr 1937 wurde er zum Propagandaleiter im Gau Köln-Aachen ernannt. Gleichzeitig leitete er das Reichspropagandaamt Köln-Aachen. Zudem war er Landeskulturwalter und erreichte zu dieser Zeit den Rang eines SA-Obersturmbannführers.
Am 12. November 1933 wurde Ohling für den Wahlkreis 19 (Hessen-Nassau) in den nationalsozialistischen Reichstag gewählt. Dem Reichstag gehörte er bis Kriegsende an. 1943 war er SS-Standartenführer (SS-Nummer 401.368).